# Люди зі страху
«Люди зі страху» — роман українського письменника Романа Андріяшика. Вперше опублікований в 1966 році в журналі «Дніпро». Входить до 100 знакових романів і повістей українською мовою за версією Українського ПЕН-клубу та онлайн-журналу The Ukrainians. Роман розповідає історію Прокопа Повсюди, сільського хлопця з галицького села, який повертається додому після Першої світової війни, де він воював на італійському фронті в складі австро-угорської армії.

## Публікації
«Спадок віку», перша книга роману «Люди зі страху», опублікована в 1966 році в журналі «Дніпро» з передмовою члена редколегії, завідувача відділу теорії соцреалізму і сучасного літературного процесу Інституту літератури ім. Т. Г. Шевченка АН України Віктора Іванисенка. В 1966 році роман також виходить окремою книжкою у видавництві «Молодь».

## Переклади
В 1968 році виданий російською мовою з авторизованим перекладом Юлії Верніковської видавництвом «Молодая гвардия». Лесь Танюк позитивно охарактеризував переклад Верніковської як міцний, звучний та «без „народних“ московських прибамбасів».

## Сюжет
Події роману відбуваються у 1918—1919 роках. Прокоп Повсюда повертається з італійського фронту, на якому воював в складі австро-угорської армії, до рідного села, Колоброд. В ті часи вже була утворена ЗУНР. Повернувшись, Повсюда дізнається, що його батько розбився на гуральні, мати померла від тифу, перед цим продавши шмат поля в голодний рік, а хату було знищено під час перестрілок. Крім того, Повсюда довідався, що його кохану Марину видали заміж за іншого чоловіка.
Невдовзі після повернення, Повсюда їде разом із війтом Гривастюком та його родиною на народне гуляння з приводу встановлення влади ЗУНР в сусіднє село. Через метушню та стрілянину на бенкеті, в Повсюди з'являється доступ до гербових паперів ЗУНР. В Колобродах Повсюда залишається осторонь від вируючих політичних дискусій і течій, та зосереджується на тому, щоб збудувати собі хату. Гривастюк пропонує ділянку, на якій розташований бункер, побудований австрійцями. Повсюда вирішує побудувати хату прямо на бункері.
Повсюда відновлює дружбу з другом дитинства Миколою Павлюком, який займається підпільною революційною діяльністю та дотримується комуністичних поглядів. Одного дня він отримує листа зі Львова від Покутського, свого колишнього вчителя. У листі Покутський пише, що в Львові голодно. Крім того, Гривастюк передав Повсюді лист від його родича, Повсюди-Завадовича, який займав важливу державну посаду у Львові. В листі його родич пише, що розшукує родину. Повсюда вирішує привезти Покутському харчів. Під час своєї подорожі, в Тернополі, Повсюда зупиняється в лікаря та письменника Костя Грушевича.
По дорозі до станції його схопили січові стрільці, які «полювали на молодих хлопців, примушуючи їх „добровольцями“ записуватися до стрілецьких загонів». Повсюда скористався іменем свого родича, Повсюди-Завадовича, написавши йому листа, та запевнивши, що до отримання відповіді залишатиметься в Тернополі на поруках в Костя Грушевича. Повсюду відпускають під зазначені умови. Отримавши зі Львова листа на гербовому папері, який засвідчує, що він за станом здоров'я звільняється від військовою служби, Повсюда повертається до села.
Повсюда знову сходиться із Мариною, та дізнається, що старший син Марини, — це його дитина. Для будівництва хати, Повсюда збирає кілька односільчан на толоку. В селі забороняють зібрання через епідемію тифу, однак, як виняток, Повсюді дозволяють толоку для завершення будівництва. Через карантин на дорогах чергують карантинні інспектори та стрільці, не впускаючи і не випускаючи людей із сіл, та арештовуючи тих, хто без документів. Це ускладнює діяльність Павлюка. Повсюда, маючи аркуші гербового паперу, виписує Павлюку документ. В цей момент починається стрілянина, Марину поранено, Павлюк вибіг на двір та вистрелив у відповідь. Після цього Павлюк зникає з села.
Одного дня Повсюді приносять листа від Гривастюка із повідомленням про штраф за те, що будує хату на бункері. Повсюда сплачує цей штраф, грошима, що заробив на фронті. Він розуміє, що буде війна, і тому бункер ще потрібний владі. В той же час Повсюда дізнається про припинення існування ЗУНР. Згодом на Повсюду накладають штраф за «зловмисне пошкодження військового об'єкта». В Повсюди нема грошей на сплату штрафу, і йому загрожує арешт та примусові роботи. Марина вмовляє Повсюду тікати з села.
Повсюда подається до Львова, де живе разом із Миколою Павлюком в підвалі Палацу Корнякта. Одного дня він зустрічає у Львові односельчанина Тодосія Сліпчука, Костя Грушевича та професора Кривов'яза, що вийшли з тюрми, коли загін письменника Загряди увійшов до Львова, сподіваючись за допомогою місцевих жителів підняти повстання проти польського уряду, що на той момент вже встановися у Львові, відкрив двері тюрми та звільнив всіх арештантів.  Повсюда запрошує Сліпчука, Грушевича та Кривов'яза приєднатися до їхньої комуни в Корняктовому льоху, і вони приймають його запрошення.
Через деякий час Грушевич приводить до комуни музиканта Петра Ганиша та митця Олексія Чорноту. На пошті Повсюда знайомиться із польським солдатом Віктором Живецьким, якому допомагає писати листи до його нареченої, Ванди. Повсюда та Покутський допомагають Павлюку зламати запір до приміщення, де знаходиться друкарське устаткування. Район патрулював Живецький, а Повсюда його відволікав. Однак, почувши метушню, Живецький кинувся до приміщення, але Повсюда його оглушив. Повсюда забирає Живецького до Корняктового льоху. Він продовжує писати Ванді листів від імені Живецького, в той час коли хворий Живецький лежить у льоху.
Першим комуну Корняктового льоху покидає Сліпчук. Роздобувши необхідні документи, Тодосій вирушає в еміграцію до Канади. Разом із Ганишем, Повсюда йде провідати помираючого оперного співака, і там знайомиться із донькою покійного депутата Марійкою Вістун. Згодом він сходиться із Марійкою Вістун, в якої періодично ночує. Однієї такої ночі по нього прийшли до Марійки, але він сховався за вікном. Одужавши, льох покидає Живецький. Побоюючись, що Живецький здасть комуну, члени комуни перебираються до іншого льоху.
На новому місці помирає професор Кривов'яз. Члени комуни організовують похорон професора Кривов'яза, на якому заарештовують Миколу Павлюка. Повсюда ховає устаткування друкарні Павлюка.  Згодом комуна розпадається, коли Грушевич, Ганиш та Чорнота отримують посади при новій владі. Зустрівши у Львові односельчанина, Повсюда дізнається, що його подано у розшук. Прокоп починає розшукувати Павлюка та дізнавшись, що той в таборі в Перемишлі, вирушає туди. Згодом, вже у Львові, Повсюда дізнався, що коли переміщували перемишлянський табір вглиб Польщі, багатьом вдалось втекти. Павлюк пропав без вісти.
Тим часом у Львові зростає невдоволення серед українського населення. Повсюда робить спроби заворушити люд. Він друкує статті на друкарському устаткуванні, що йому дісталось від Павлюка. Повсюда бере участь в організації демонстрації протесту українцями. Він вів колону з Волинського тракту. Натовп людей стікався з вулиць на Ринкову площу, на якій виступали промовці. Однак раптом почались постріли з боку польських поліцейських. Загинуло багато демонстрантів, включаючи Марійку Вістун, а Повсюду заарештували.

## Основні персонажі
Прокоп Повсюда – молодий чоловік, що повертається до рідного села Колоброди, після участі в Першій світовій війні в складі австро-угорської армії на італійському фронті.
Микола Павлюк — друг дитинства Прокопа, підпільний революціонер-комуніст.
Омелян Гривастюк — місцевий війт.
Марина — довоєнна кохана Прокопа з його рідного села.
Покутський — майстер, колишній вчитель Прокопа Повсюди.
Кость Грушевич — лікар та письменник, учасник комуни Корняктового льоху.
Тодосій Сліпчук — односельчанин Прокопа, учасник комуни Корняктового льоху, що мріє іммігрувати в Канаду.
Петро Ганиш — музикант, учасник комуни Корняктового льоху.
Олексій Чорнота — художник, учасник комуни Корняктового льоху.
Професор Кривов'яз — історик, учасник комуни Корняктового льоху.
Віктор Живецький — польський солдат, якому Повсюда допомагає писати листи нареченій Живецького, Ванді.
Марійка Вістун — львівська кохана Повсюди.

## Основні теми

### Жахіття та безглуздість війни й одночасна її неминучість
Через Прокопові спогади, автор вкраплює в роман жахливі картини війни: ось Прокопову роту кидають в атаку до того, як солдати розуміють хто й звідки б'є, ось в результаті такої атаки з Прокопової роти двоє бійців залишились без ніг, а сам Прокоп — з переламаним ребром. Повсюда згадує момент, коли йому хотілось накласти на себе руки: «Я біг грязьким полем, а поле буле встелене, як тік зерном, шрапнеллю і понівеченими трупами. Стогнало, лящало, гуркотіло, а я верещав, глухий і божевільний. Роздратоване вибухами повітря перекидало мене з горба на горб, через траншеї, сіті колючого дроту, потоки крові. Усе мигтіло, палахкотіло, щезало і воскресало; я прозрівав і сліпнув, і якби той самий Мольтке, за яким війна — „необхідний момент в існуванні людського роду“, я наклав би на себе руки в одну з митей притомності, аби покинути те чистилище, не дочекавшись раю.» Крім того, Повсюда пригадує, коли він, поранений шрапнельними пачками, вже лежав у лазареті, і йому виймали осколки, він кричав, а лікар із сестрами відвертали голови.
Усвідомлення безглуздості війни відчувається у численних Прокопових спогадах про війну: «За цю нікчемну висотку поклали голови тисяч людей; у стратегічному відношенні вона собою нічого не являла, та генерали були вперті й заявляли, що від цієї дурної висотки залежить моральний дух армій. І армії стікали кров'ю на її пустинних схилах…» Прокоп визнає, що повернувся з війни «з ранами на тілі, заподіяними залізними плювками прогресу» та усвідомлює, що між ним та твариною, яку ведуть на забій «усього нуль різниці». Він ані краплі не жалкує про те, що одного разу «не дав стриму роті», яка розбіглась, бо так, ще на день солдати зберегли собі життя.
Розмірковуючи про війну, Повсюда розуміє, що війна зводить нанівець людські зусилля. Він називає війну бичом прогресу. Він думає про те, що і в стародавніх суспільствах, інків, єгиптян, був досить високий рівень цивілізації, але ж все було втрачено. Він скептично ставиться до думки, що війну можна прирівняти до соціальної революції, адже він знає, що деякі революції перетворювались на війни, кров текла рікою, «а прогрес зводився до того, що винаходили наперсток на дівочий палець.»
Переживши війну та усвідомлюючи всі її жахіття, Повсюда, тим не менш, приходить до невтішного висновку, що за певних обставин, війна стає неминучою: «Коли одна з двох націй пригноблена, то як би там не викручувались теоретики, а таки провадиться війна між народами.» В цей момент він вже думає не про світову війну, а про україно-польську війну. І хоча він потоваришував із польським солдатом Живецьким, із листів Ванди, нареченої Живецького, знав, що не всі поляки підтримують те, як польський уряд поводиться на Галичині, він приходить до висновку, що «кільканадцять, навіть кількасот людей, не заражених шовінізмом, не створюють погоди.»

## Сприйняття
Офіційна радянська критика сприйняла «Людей зі страху» схвально. Літературний критик Віктор Іванисенко у передмові до публікації першої книги роману в журналі «Дніпро», хоча й вказав на окремі несуттєві недоліки твору (композиційна нечіткість, недостатня ясність на виразність деяких персонажів), визнав, що він написаний талановито та розширює ідейно-художні обрії літератури «насамперед напругою інтелектуального життя персонажів, його складністю, багатством та інтенсивністю, відчайдушністю, глибиною і розмахом пошуків правди, добра, справедливості — для себе і свого народу в один із найскладніших і найсуперечливіших періодів його буття.»
У десятому номері журналу «Вітчизна» за 1966 рік з'являється схвальна рецензія Володимира Руденка, який пише, що твір вражає «глибоким психологізмом» та вказує на те, що життя західних областей України після першої світової війни реалістично подано крізь призму сприйняття дійсності головним героєм роману. Леонід Коваленко публікує в «Літературній Україні» рецензію на роман під назвою «Це — людинознавство», в якій називає «Людей зі страху» «чи не найцікавішим явищем у нашій великій прозі» поточного року. Коваленко також зазначає, що твір відрізняється справжнім заглибленням у психологію героїв, тонким підтекстом, ґрунтовним знанням зображуваного, постійним нахилом до філософічності, безмежною любов'ю до людини, до її світлих поривів.
У листопаді 1966 року на П'ятому з'їзді письменників радянської України Олесь Гончар охарактеризував роман як свіжий та талановито написаний. 18 листопада 1966 року в Чернівецькому університеті відбулася читацька конференція з приводу виходу у світ першої книжки Романа Андріяшика «Люди зі страху». Учасники конференції високо оцінили роман. Зокрема, Микола Бурбак наступним чином висловився щодо роману: «молодий письменник успадкував усе найдорожче з духовної скарбниці народу, в тому числі вітчизняної і світової літератури. Проте він прийшов до читачів зі своєю темою, своїм почерком, лише йому властивою манерою оповіді, показав простих, але мислячих людей».
В 1967 році в газеті «Друг читача» Андрієнко пише, що роман «Люди зі страху»  читається з «непослабленою цікавістю, мучишся, терзаєшся, задумуєшся до сердечного болю разом з головним героєм Прокопом Повсюдою (від імені якого і ведеться розповідь) над долею рідного народу на землях Західної України». Григорій Аврахов в «Літературній Україні» характеризує роман, як такий, що подає свіжий погляд на багато явищ в українській історії. Хоча відгуки в радянській літературній пресі на «Людей зі страху» в цілому були позитивними, Савчин відзначає, що «не обійшлося і без моралізаторських повчань на кшталт того, що автор однобічно змалював образ комуніста Павлюка».
Приватно, митці та письменники також захоплювались романом, про що свідчать їхні листи та щоденники. Так, Микола Литвин писав Андріяшику, що прочитавши роман, він «…сидів приголомшений, щасливий, і сивів від туги». Лесь Танюк у своєму щоденнику пише, що роман «вийшов унікальний — правда честі й крові, людина у вирі озброєної ненависті, імперська ідея — проти українця». Іван Чендей, який опублікував схвальний відгук на роман, назвавши свою рецензію «Роман про народну долю», писав у листі до Івана Денисюка: «Твір мені сподобався справді! Дужий талант Роман Андріяшик.» У листі 1967 року до ув'язненого письменника Анатолія Шевчука, його невістка Неоніла Біличенко пише: «Посилаємо тобі на прочитання „Люди зі страху“ Андріяшика. Це нове з'явисько на літературному горизонті, і воно на устах всіх… Автор дуже талановитий, не відмовиш, до книжки, правда, можна мати деякі претензії, але вже вбачиш, як прочитаєш.»
Діаспорянська літературна преса сприйняла роман схвально-стримано. Іван Кошелівець писав, що з роману зрозуміло, що його автор є освіченою людиною та вміє писати. Однак, також Кошелівець зазначив, що описуючи Галичину в часи Першої світової війни й періоду самостійності, «він мусів усі факти натягати на добре виважену офіційну схему, у якій „учені мужі“ точно визначили, як треба писати про ролю комуністів і „націоналістів“ Галичини тієї доби.»
За часів незалежності, «Люди зі страху» отримують високі оцінки серед літературної спільноти. Так, Григорій Штонь писав про роман: «Андріяшикові „Люди зі страху“ — це данина душевному задзеркаллю двох-трьох поколінь, які готували його до літератури з одним-єдиним наказом: „Залиш про нас бодай слово!“. Воднораз це й роман про нього самого, не наляканого, а пораненого світом, який його не потребував.» Український ПЕН-клуб та онлайн-журнал The Ukrainians внесли роман до списку 100 знакових романів і повістей українською мовою, характеризуючи його як «один із небагатьох текстів про Першу світову війну, написаний із перспективи українського досвіду».